# Aranypolgár
Az Aranypolgár (eredeti cím: Citizen Kane, vagyis Kane polgártárs) az RKO Pictures által 1941-ben bemutatott klasszikus amerikai filmdráma Orson Welles rendezésében.

## Cselekmény

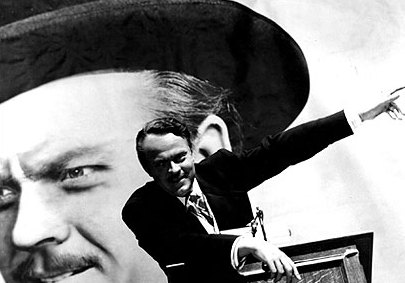
Charles Foster Kane (Orson Welles)

A film egy Charles Foster Kane nevű sajtómágnás történetét beszéli el. Kane-t anyja még gyerekkorában egy chicagói bank vezetőjének, Walther Thatchernek a gondjaira bízza egy aranybányáért cserében. Anyja cselekedetének eredeti okát nem lehet tudni, talán a legjobbat akarja fiának, de az is lehet, hogy egyszerűen nem szereti.
Kane 25 évesen megörökli szülei vagyonát, amiből később megveszi a The Inquirer című helyi lapot. Az egész országra kiterjedő sajtóbirodalmat hoz létre és feleségül veszi az elnök unokahúgát, ami által Amerika egyik legbefolyásosabb és leghíresebb embere válik belőle. Kormányzónak jelölteti magát, azonban sikeres politikai pályafutása kudarcba fullad, amikor az ellenzék leleplezi egy Susan nevű kóristalánnyal folytatott titkos szerelmi viszonyát. Kane elválik feleségétől, hogy elvehesse Susant, majd a Xanadu nevű, hatalmas palotájába költöznek, amelyet a sajtómágnás lassanként megtölt egyre nevetségesebbé váló gyűjtőszenvedélyének zsákmányaival. Hosszú, boldogtalan házasság után, második felesége elhagyja.
Kane magányosan, összetörten fejezi be életét. Halála előtti utolsó szava, a „rózsabimbó” lesz a film kulcsmotívuma.

## Szereplők
| Szerep                   | Színész           | Magyar hang        | Magyar hang                  |
| Szerep                   | Színész           | 1. szinkron, 1981  | 2. szinkron, 1995            |
| ------------------------ | ----------------- | ------------------ | ---------------------------- |
| Charles Foster Kane      | Orson Welles      | Gálvölgyi János    | Szokolay Ottó                |
| Jedediah Leland          | Joseph Cotten     | Ujréti László      | Mécs Károly                  |
| Mary Kane                | Agnes Moorehead   | Bencze Ilona       | Andai Kati                   |
| Susan Alexander Kane     | Dorothy Comingore | Földessy Margit    | Spilák Klára                 |
| Emily Norton Kane        | Ruth Warrick      | Sunyovszky Szilvia | Andresz Kati                 |
| James W. Gettys          | Ray Collins       | Szatmári István    | Gruber Hugó                  |
| Herbert Carter           | Erskine Sanford   | Képessy József     | Horkai János                 |
| Jerry Thompson           | William Alland    | Gáti Oszkár        | Dunai Tamás                  |
| Raymond Thompson         | Paul Steward      | Kiss László        | Vitay András                 |
| Walter Parks Thatcher    | George Coulouris  | Kaló Flórián       | Ujréti László                |
| Signor Matiste           | Fortunio Bonanova | Makay Sándor       | ?                            |
| Főpincér                 | Gus Schilling     | Benedek Miklós     | ?                            |
| Mr. Rawlston             | Philip Van Zandt  | Izsóf Vilmos       | ?                            |
| Bertha Anderson          | Georgia Backus    | Czigány Judit      | ?                            |
| Kane apja                | Harry Shannon     | Surányi Imre       | Kristóf Tibor                |
| Dr. Corey                | Irving Mitchell   | Versényi László    | ?                            |
| Kane nyolcéves korában   | Buddy Swan        | Székely Dávid      | ?                            |
| Mr. Bernstein            | Everett Sloane    | Tahi Tóth László   | Kassai Károly Némethy Ferenc |
| Gino                     | Gino Corrado      | Füzessy Ottó       | ?                            |
| Solly                    | Al Eben           | Orosz István       | ?                            |
| Miss Townsend            | Ellen Lowe        | Nagy Anna          | ?                            |
| Jennings                 | Joe Manz          | Kiss László        | ?                            |
| Charles Foster Kane III. | Sonny Bupp        | Pálok Sándor       | ?                            |

További magyar hangok: Balázsi Gyula, Balkay Géza, Botár Endre, Bozai József, Gruber Hugó, Kenderesi Tibor, Kovács P. József, Szoó György, Varga T. József

## A bemutató előtti viták
A filmet – bár fikció – sokan William Randolph Hearst leplezett élettörténetének tartják. A film megjelenése után Hearst megtiltotta újságjaiban ennek akár említését is, emellett azzal fenyegetőzött, hogy kiteregeti Hollywood 15 évének szennyesét.  Egy adott pillanatban a nagyobb stúdiók vezetői felajánlották az RKO-nak, hogy kifizetik a gyártási költségeket, ha átadják nekik a film negatívját és összes kópiáját, amelyeket el akartak égetni. Az RKO visszautasította ezt, és a film bemutatása mellett döntött, de előtte zárt közönségnek (filmstúdió-vezetőknek és jogászoknak) bemutatták, és kb. 2 percet kivágtak belőle. Hearst azzal fenyegette meg a mozihálózatok üzemeltetőit, hogy egyéb filmjeik reklámjait sem közli újságjaiban, ha bemutatják az Aranypolgárt. Sok moziüzemeltető engedett a nyomásnak.

## Téma
A film Charles Foster Kane életét követi nyomon, aki karrierje elején egy a társadalmat szolgáló kiadói birodalmat épít fel, de később elfogja a hataloméhség.
Bár a kritikusok megdicsérték, a mozikban megbukott, elsőre nem nyerte meg a közönség tetszését. Ez annak tulajdonítható, hogy bemutatásakor, 1941-ben, az Aranypolgár sok szempontból is szokatlan film volt. Az akkori nézők nem voltak hozzászokva, hogy a film rendezője, producere, az egyik forgatókönyvírója és főszereplője is ugyanaz a személy legyen: a filmszakmában akkor még kezdőnek számító, 26 éves Orson Welles.
Mégis a legmeglepőbb dolog a publikum számára a film tartalma volt. Welles többféle műfajt ötvözött művében. Fellelhetőek benne a filmmusical, a krimi vagy akár a filmhíradó elemei is. Az Aranypolgár nem hasonlított semmire, ami addig a filmvásznon megjelent, viszont nagy hatással volt a későbbi filmművészetre, igazi mérföldkövet jelentett a mozi történetében.

## Érdekesség
- A Columbo-sorozat Gyilkosság telefonhívásra  (How to Dial a Murder) című epizódjában visszaidézik az Aranypolgárt: a gyilkos telefonon veszi rá az áldozatot, hogy mondja ki az Aranypolgár kulcsszavát, mire a rózsabimbó szóra beidomított dobermannok megölik.